# Futaba Corporation

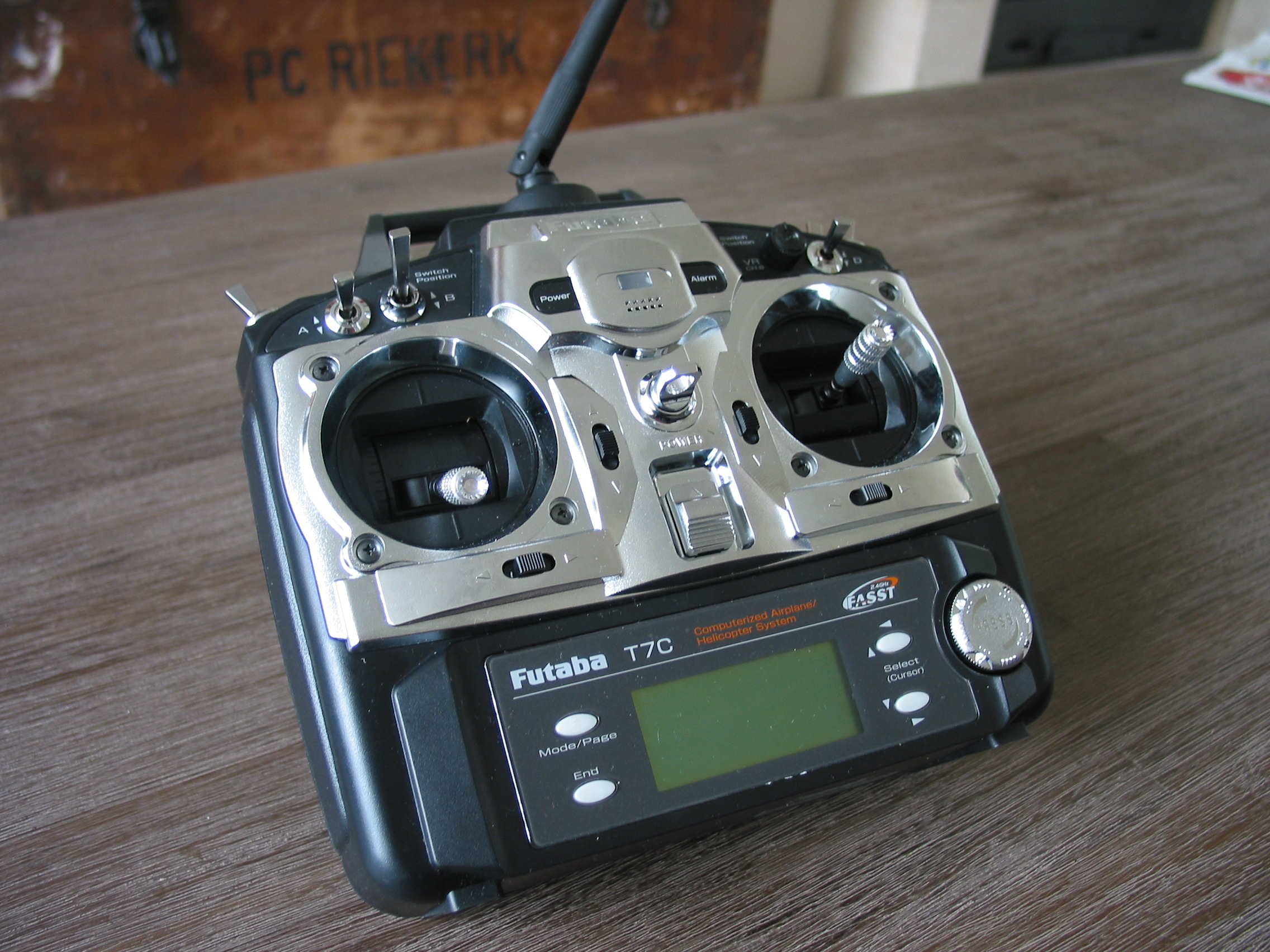
Futaba T7C, kontroll för radiostyrda flygplan.

Futaba Corporation (双葉電子工業株式会社 Futabadenshikougyoukoujoukaisha?) (lit. Futaba Electronics Manufacturing Corporation) är ett japanskt företag som tillverkar kontrollutrustning för radiostyrning men även är marknadsledande på Vacuum Fluorescent Flat Panel Display (VFD). Man har även tillverkning av maskiner och verktyg. Företaget startade 1948 i Mobara på Japan med tillverkning av radiorör i en enkel trälada och är idag en internationell miljardindustri.]

## Struktur
Företaget har tre divisioner:

Display
- OLED
- VFD Module
- VFD
- CIG VFD

Maskiner och verktyg
- Pressgjutningsutrustning
- Plastgjutningsutrustning
- Precisionstillverkade plåtar och metallstycken
- Automatiseringsutrustning
- Kavitationstrycks- och temperatursensorer

Radiokontroll
- Radiokontroll eller radiostyrning för hobbybruk (RC). Produkter: servon, elektroniska gyron, konstanthastighetsregulator (eng. governor), mottagare, S.BUS System, högspänningssystem, elmotorer, Tx moduler, tillbehör
- Radiokontroll eller radiostyrning industriellt bruk